# Liste der Handwaffen der Kaiserlich Japanischen Streitkräfte
Die Liste der Handwaffen der Kaiserlich Japanischen Streitkräfte umfasst Waffen der Streitkräfte des Japanischen Kaiserreiches, die ein Soldat allein in die Hand nehmen, tragen und verwenden konnte. Bei diesen Waffen gibt es unterschiedliche Anwendungsgebiete und Waffentypen. Die bekannten Grundtypen sind Stichwaffen wie Messer oder Bajonette, des Weiteren Handfeuerwaffen, darunter Faustfeuerwaffen und Gewehre, und Explosionswaffen wie Handgranaten. Handgranaten sind gleichzeitig den Wurfwaffen zuzuordnen.
Hinweis: Eine Übersicht von Handfeuerwaffen A bis Z findet sich in der Liste der Handfeuerwaffen.

## Revolver/Pistolen
Bemerkung: Japanische Offiziere waren für die Beschaffung ihrer als Seitenwaffe genutzten Handfeuerwaffe selbstverantwortlich, daher führten dieses alle möglichen Waffen aus amerikanischer oder europäischer Produktion, wie zum Beispiel Colt Modell 1903 Hammerless oder FN Browning Modell 1910.
| Name | Hersteller                                                                                              | Bild           | Munition                                                              | Herkunftsland      | Bemerkungen                                                                                              |
| --- | --- | -------------- | --------------------------------------------------------------------- | ------------------ | --- |
| Smith & Wesson No. 3 No. 3 Russian No. 3 New Model No. 3 Frontier                                                                                                 | Smith & Wesson                                                                                          | Beispielbild   | .44 Russian                                                           | Vereinigte Staaten | circa 16.372 Waffen                                                                                      |
| Revolver Typ 26 | Arsenal Koishikawa                                                                                      |                | 9 × 22 mm R                                                           | Japan              | Produktionszeit: 1893–1945                                                                               |
| Nambu-Pistole Pistole Typ A „Grandpa“ Pistole modifizierte Typ A „Papa“ Pistole experimentelle Typ A Pistole Typ B „Baby“ Pistole Typ 14 Pistole Nordchina Typ 19 | Arsenal Koishikawa Arsenal Nagoya Arsenal Ogura Schusswaffenfabrik Nambu North China Engineering Co Ltd | Pistole Typ 14 | 8 × 22 mm Nambu 7 × 20 mm Nambu                                       | Japan              | Produktionszeit: 1903–1945                                                                               |
| Hino–Komuro-Pistole | Komuro Juhou Seisakusho                                                                                 |                | 6,35 × 15,5 mm HR (.25 ACP) 7,65 × 17 mm HR (.32 ACP) 8 × 22 mm Nambu | Japan              | Produktionszeit: 1908–1912                                                                               |
| Pistole Typ 94 | Schusswaffenfabrik Nambu                                                                                |                | 8 × 22 mm Nambu                                                       | Japan              | Produktionszeit: 1934–1945                                                                               |
| Inagaki-Pistole | |                | 7,65 × 17 mm HR (.32 ACP) 8 × 22 mm Nambu                             | Japan              | circa 300 Waffen im Kaliber 7,65 × 17 mm HR und Prototypen in 8 × 22 mm Nambu Produktionszeit: 1941–1943 |
| Hamada-Pistole | Japan Firearms Manufacturing Co.                                                                        |                | 8 × 22 mm Nambu                                                       | Japan              | circa 4500–5000 Waffen Produktionszeit: 1941–1944                                                        |
| Suigiura-Pistole | Sugiura Firearms Manufacturing Co.                                                                      |                | 6,35 × 15,5 mm HR (.25 ACP) 7,65 × 17 mm HR (.32 ACP)                 | Japan              | Kopie der Colt Modell 1903 Hammerless, circa 6000 Waffen Produktionszeit: 1945                           |

## Maschinenpistolen
| Name                                                       | Hersteller                            | Bild                                                                  | Munition                       | Herkunftsland      | Bemerkungen |
| ---------------------------------------------------------- | ------------------------------------- | --------------------------------------------------------------------- | ------------------------------ | ------------------ | --- |
| Bergmann M1920 Typ Be                                      | Schweizerische Industrie-Gesellschaft | Beispielbild                                                          | 7,63 × 25 mm                   | Schweiz            | 170 Waffen in den Jahren 1930/31 beschafft                                                                      |
| Experimentelle Maschinenpistole Modell 1 Modell 2 Modell 3 | Schusswaffenfabrik Nambu              |                                                                       | 8 × 22 mm Nambu 6,5 × 50 mm HR | Japan              | Nur Prototypen/Kleinserie                                                                                       |
| Steyr-Solothurn S1-100 Typ Su                              | Steyr-Werke                           | Beispielbild                                                          | 7,63 × 25 mm                   | Österreich         | |
| Typ 100                                                    | Arsenal Nagoya                        | Typ 100 Maschinenpistole (Frühe Ausführung) mit Zweibein und Bajonett | 8 × 22 mm Nambu                | Japan              | Modell 40: 200 Waffen Vorproduktion und 800 Waffen zwischen 1942–1944Modell 44: 7.500 Waffen zwischen 1944–1945 |
| Beretta M1938/43                                           | Beretta                               |                                                                       | 9 × 19 mm                      | Königreich Italien | 350 Waffen in Juni 1943 geordert, nur 50 geliefert                                                              |

## Gewehre
| Name | Hersteller                                                    | Bild         | Munition            | Herkunftsland                          | Bemerkungen |
| --- | ------------------------------------------------------------- | ------------ | ------------------- | -------------------------------------- | --- |
| Enfield Rifled Musket                                                                                                | Royal Small Arms Factory                                      |              | 14,66 mm            | Vereinigtes Königreich                 | |
| Chassepot-Gewehr |                                                               | Beispielbild |                     | Frankreich                             | |
| Snider-Enfield-Gewehr                                                                                                |                                                               |              | 14,7 × 50 mm R      | Vereinigtes Königreich                 | |
| Spencer-Gewehr |                                                               | Beispielbild |                     | Vereinigte Staaten                     | |
| Murata Typ 13 Typ 16 Typ 18                                                                                          |                                                               |              | 11 × 60 mm R Murata | Japan                                  | |
| Murata Typ 22 Typ 22 Karabiner                                                                                       |                                                               |              | 8 × 53 mm R Murata  | Japan                                  | |
| Arisaka Typ 30 Typ 30 Karabiner Typ 35 Marinegewehr                                                                  |                                                               |              | 6,5 × 50 mm HR      | Japan                                  | |
| Arisaka Typ 38 Typ 38 kurz Typ 38 Karabiner Typ 44 Karabiner Typ 97 Scharfschützengewehr Typ 1 Fallschirmjägergewehr |                                                               |              | 6,5 × 50 mm HR      | Japan                                  | |
| ZH-29 Kopie | Tokyo Gas & Electric                                          |              | 6,5 × 50 mm HR      | Japan                                  | Kopie des tschechischen ZH-29 zur Erprobung von Selbstladegewehren circa 10–12 Waffen                                                  |
| Pedersen-Gewehr Typ Kō                                                                                               | Arsenal Koishikawa Nippon Special Steel                       |              | 6,5 × 50 mm HR      | Japan                                  | Varianten des amerikanischen Pedersen-Gewehrs zur Erprobung von Selbstladegewehren circa 37 Waffen wurden von 1933 bis 1935 produziert |
| Mauser System 98 Typ Mo I Typ Mo II Typ Mo III Typ 100 Fallschirmjägergewehr                                         |                                                               | Beispielbild | 7,92 × 57 mm        | Deutsches Reich Tschechoslowakei Japan | |
| Typ I | Beretta Fabbrica Nazionale d'Armi Arsenal Gardone Val Trompia |              | 6,5 × 50 mm HR      | Königreich Italien                     | Typ Italia, Variante des Typ 38 mit Carcano-Verschluss, 120.000 Waffen wurden von 1938/39 produziert                                   |
| Arisaka Typ 99 Typ 99 Scharfschützengewehr Typ 2 Fallschirmjägergewehr                                               |                                                               |              | 7,7 × 58 mm Arisaka | Japan                                  | |
| Gewehr Typ 4 |                                                               |              | 7,7 × 58 mm Arisaka | Japan                                  | Produktionsbezeichnung: Gewehr Typ 5 Kopie des amerik. M1 Garand                                                                       |

## Maschinengewehre
| Name | Hersteller                          | Bild                                          | Munition                     | Herkunftsland                 | Bemerkungen |
| --- | ----------------------------------- | --------------------------------------------- | ---------------------------- | ----------------------------- | --- |
| Gatling-Repetiergeschütz                                                                                        |                                     | Beispielbild                                  |                              | Vereinigte Staaten            | |
| Maxim-Maschinengewehr                                                                                           |                                     | Beispielbild                                  |                              |                               | |
| Hotchkiss M1897 Maschinengewehr Typ Ho Maschinengewehr Typ 38                                                   | Hotchkiss et Cie Arsenal Koishikawa | Chinesische Kopie eines japanischen MG Typ 38 | 6,5 × 50 mm HR               | Frankreich/ Japan             | |
| Schweres Maschinengewehr Typ 3                                                                                  |                                     |                                               | 6,5 × 50 mm HR               | Japan                         | |
| Lewis-Maschinengewehr Maschinengewehr Typ Ru Maschinengewehr Typ 92                                             |                                     |                                               | 7,7 × 56 mm R (.303 British) | Vereinigtes Königreich/ Japan | |
| Leichtes Maschinengewehr Typ 11                                                                                 |                                     |                                               | 6,5 × 50 mm HR               | Japan                         | |
| Schweres Bordmaschinengewehr Typ 91                                                                             |                                     |                                               | 6,5 × 50 mm HR               | Japan                         | Bordmaschinengewehr, zum Infanterieeinsatz umgerüstet                                                               |
| Schweres Maschinengewehr Typ 92                                                                                 |                                     |                                               | 7,7 × 58 mm HR               | Japan                         | |
| Hotchkiss M1929 13-mm-Maschinenkanone Typ Ho 13-mm-Maschinenkanone Typ 92 13-mm-Schweres Maschinengewehr Typ 93 |                                     |                                               | 13,2 × 99 mm                 | Frankreich/ Japan             | Bord- und Flugabwehrwaffe                                                                                           |
| Leichtes Maschinengewehr Typ 96                                                                                 |                                     |                                               | 6,5 × 50 mm HR               | Japan                         | |
| Schweres Bordmaschinengewehr Typ 97                                                                             |                                     |                                               | 7,7 × 58 mm HR               | Japan                         | Bordmaschinengewehr, bei Ende des 2.WK zum Infanterieeinsatz umgerüstet                                             |
| Vickers-Maschinengewehr Schweres Maschinengewehr Typ 98                                                         |                                     |                                               | 7,7 × 58 mm HR               | Japan                         | Umrüstung von luftgekühlten Flugzeug-MGs Typ 89 zu wassergekühlten für den Infanterieeinsatz, Produktionszeit: 1939 |
| Leichtes Maschinengewehr Typ 99                                                                                 |                                     |                                               | 7,7 × 58 mm HR               | Japan                         | |
| Schweres Maschinengewehr Typ 1                                                                                  |                                     |                                               | 7,7 × 58 mm HR               | Japan                         | |

## Panzerabwehr
| Name                            | Hersteller | Bild | Munition         | Herkunftsland | Bemerkungen |
| ------------------------------- | ---------- | ---- | ---------------- | ------------- | ----------- |
| Typ 97 Panzerbüchse             |            |      | 20 × 125 mm M 97 | Japan         |             |
| Typ 99 Haftmine                 |            |      | 680 g TNT        | Japan         |             |
| Typ 3 Hohlladung                |            |      |                  | Japan         |             |
| Typ 4 Panzerabwehrbüchse (7-cm) |            |      |                  | Japan         |             |
| Typ 5 Panzerfaust (4,5-cm)      |            |      |                  | Japan         |             |
| Stoßmine                        |            |      |                  | Japan         |             |

## Handgranaten
| Name   | Hersteller | Bild | Munition  | Herkunftsland | Bemerkungen      |
| ------ | ---------- | ---- | --------- | ------------- | ---------------- |
| Typ 10 |            |      | 50 g TNT  | Japan         |                  |
| Typ 91 |            |      | 65 g TNT  | Japan         |                  |
| Typ 97 |            |      | 65 g TNT  | Japan         |                  |
| Typ 98 |            |      | 85 g TNP  | Japan         | Stielhandgranate |
| Typ 99 |            |      | 58 g TNP  | Japan         |                  |
| Typ 4  |            |      | ca. 100 g | Japan         |                  |

## Granatwerfer
| Name                         | Hersteller     | Bild | Kaliber          | Herkunftsland | Bemerkungen |
| ---------------------------- | -------------- | ---- | ---------------- | ------------- | ----------- |
| Leichter Granatwerfer Typ 10 |                |      | 50 mm            | Japan         |             |
| Leichter Granatwerfer Typ 89 |                |      | 50 mm            | Japan         |             |
| Gewehrgranatwerfer Typ 91    |                |      | 50 mm            | Japan         |             |
| Gewehrgranatwerfer Typ 100   | Arsenal Nagoya |      |                  | Japan         |             |
| Gewehrgranatwerfer Typ 2     |                |      | 30 mm oder 40 mm | Japan         |             |

## Flammenwerfer
| Name                         | Hersteller | Bild | Munition | Herkunftsland | Bemerkungen |
| ---------------------------- | ---------- | ---- | -------- | ------------- | ----------- |
| Flammenwerfer Nr. 1          |            |      |          | Japan         |             |
| Flammenwerfer Nr. 2          |            |      |          | Japan         |             |
| Flammenwerfer Typ 93 Typ 100 |            |      |          | Japan         |             |

## Signalpistolen
| Name                               | Hersteller                                                | Bild | Munition | Herkunftsland | Bemerkungen                                                                                |
| ---------------------------------- | --------------------------------------------------------- | ---- | -------- | ------------- | ------------------------------------------------------------------------------------------ |
| Signalpistole Typ 10               | Arsenal Koishikawa Arsenal Kokura                         |      | 35 mm    | Japan         | Produktionszeit: 1921–1945 Nutzer: Kaiserlich Japanisches Heer und Heeresluftstreitkräfte  |
| Kayaba 28 Doppellauf-Signalpistole | Kayaba Manufacturing Co. Ltd. Tokyo Gas Electric Co. Ltd. |      | 28 mm    | Japan         | Produktionszeit: 1927–1931 Nutzer: Kaiserlich Japanische Marine und Marineluftstreitkräfte |
| Signalpistole Typ 90 (Drilling)    | Schusswaffenfabrik Nambu                                  |      | 28 mm    | Japan         | Produktionszeit: 1930–1945 Nutzer: Kaiserlich Japanische Marine und Marineluftstreitkräfte |
| Signalpistole Typ 90 (Zwilling)    | Schusswaffenfabrik Nambu                                  |      | 28 mm    | Japan         | Produktionszeit: 1932–1945 Nutzer: Kaiserlich Japanische Marine und Marineluftstreitkräfte |
| Signalpistole Typ 97               |                                                           |      | 28 mm    | Japan         | Produktionszeit: 1937–1944 Nutzer: Kaiserlich Japanische Marine und Marineluftstreitkräfte |

## Blankwaffen
| Name                                                 | Hersteller         | Bild                         | Klingenlänge | Herkunftsland | Bemerkungen                                                             |
| ---------------------------------------------------- | ------------------ | ---------------------------- | ------------ | ------------- | ----------------------------------------------------------------------- |
| Kyū-Guntō (altes Armeeschwert)                       | Verschiedene       |                              | etwa 600 mm  | Japan         |                                                                         |
| Shikitō                                              | Verschiedene       |                              |              | Japan         | Paradesäbel                                                             |
| Shin-Guntō (neues Armeeschwert) Typ 94 Typ 95 Typ 98 | Verschiedene       | Typ 95 Unteroffiziersschwert | etwa 600 mm  | Japan         |                                                                         |
| Kai-Guntō (Marineschwert)                            | Verschiedene       |                              | etwa 600 mm  | Japan         |                                                                         |
| Bayonett Typ 13                                      |                    |                              |              | Japan         |                                                                         |
| Bayonett Typ 18                                      |                    |                              |              | Japan         |                                                                         |
| Bayonett Typ 22                                      |                    |                              |              | Japan         |                                                                         |
| Bayonett Typ 30                                      |                    |                              | 400 mm       | Japan         |                                                                         |
| Bayonett Typ 100 / Typ 1                             | Toyota Jidō Shokki |                              | 196 mm       | Japan         | Verwendung bei Typ 100 Maschinenpistole und Typ 2 Fallschirmjägergewehr |

## Beutewaffen
| Name                                 | Hersteller                                                                       | Bild         | Munition      | Herkunftsland    | Bemerkungen |
| ------------------------------------ | -------------------------------------------------------------------------------- | ------------ | ------------- | ---------------- | --- |
| Mauser C96 und Kopien                |                                                                                  | Beispielbild | 7,63 × 25 mm  | Verschiedene     | jap. Bezeichnung: Typ Mo große Pistole, Pistole aus chinesischen Beständen                                           |
| Parabellumpistole                    |                                                                                  | Beispielbild |               | Deutschland      | Pistole aus chinesischen und niederländischen Beständen                                                              |
| Bergmann MP28                        | Hanyang Arsenal Gongxian Arsenal Shenyang Arsenal Shanxi Arsenal Beiyang Arsenal | Beispielbild | 7,63 × 25 mm  | China            | Maschinenpistole aus chinesischen Beständen (chin. Kopien) – Magazinschacht um 90° nach unten gedreht                |
| Hanyang 88                           | Hanyang Arsenal                                                                  |              | 7,92 × 57 mm  | China            | Gewehr aus chinesischen Beständen (chin. Lizenzbau des deutschen Gewehr 88)                                          |
| Chiang Kai-shek-Gewehr               | Gongxian Arsenal                                                                 | Beispielbild | 7,92 × 57 mm  | China            | Gewehr aus chinesischen Beständen (chin. Lizenzbau des deutschen Mauser Modell 1924)                                 |
| Browning Automatic Rifle FN Mle 1930 | Fabrique Nationale d’Armes de Guerre                                             | Beispielbild | 7,92 × 57 mm  | Belgien          | Leichtes Maschinengewehr aus chinesischen Beständen                                                                  |
| ZB vz. 26                            | Zbrojovka Brno                                                                   | Beispielbild | 7,92 × 57 mm  | Tschechoslowakei | jap. Bezeichnung: Typ T (jap. 智式軽機関銃, T shiki keikikanjū), Leichtes Maschinengewehr aus chinesischen Beständen |
| Madsen-MG                            | Dansk Rekyl Riffel Syndikat A/S                                                  | Beispielbild | 6,5 × 53 mm R | Dänemark         | Leichtes Maschinengewehr aus niederländischen Beständen                                                              |